# 74. Międzynarodowy Festiwal Filmowy w Wenecji
74. Międzynarodowy Festiwal Filmowy w Wenecji odbył się w dniach 30 sierpnia – 9 września 2017 roku. Imprezę otworzył pokaz amerykańskiego filmu Pomniejszenie w reżyserii Alexandra Payne'a. W konkursie głównym zaprezentowano 21 filmów pochodzących z 10 różnych krajów.
Jury pod przewodnictwem amerykańskiej aktorki Annette Bening przyznało nagrodę główną festiwalu, Złotego Lwa, amerykańskiemu filmowi Kształt wody w reżyserii Guillermo del Toro. Drugą nagrodę w konkursie głównym, Grand Prix Jury, przyznano izraelskiemu filmowi Fokstrot w reżyserii Samuela Maoza.
Honorowego Złotego Lwa za całokształt twórczości odebrali amerykańscy aktorzy Jane Fonda i Robert Redford. Galę otwarcia i zamknięcia festiwalu prowadził włoski aktor Alessandro Borghi.

## Członkowie jury

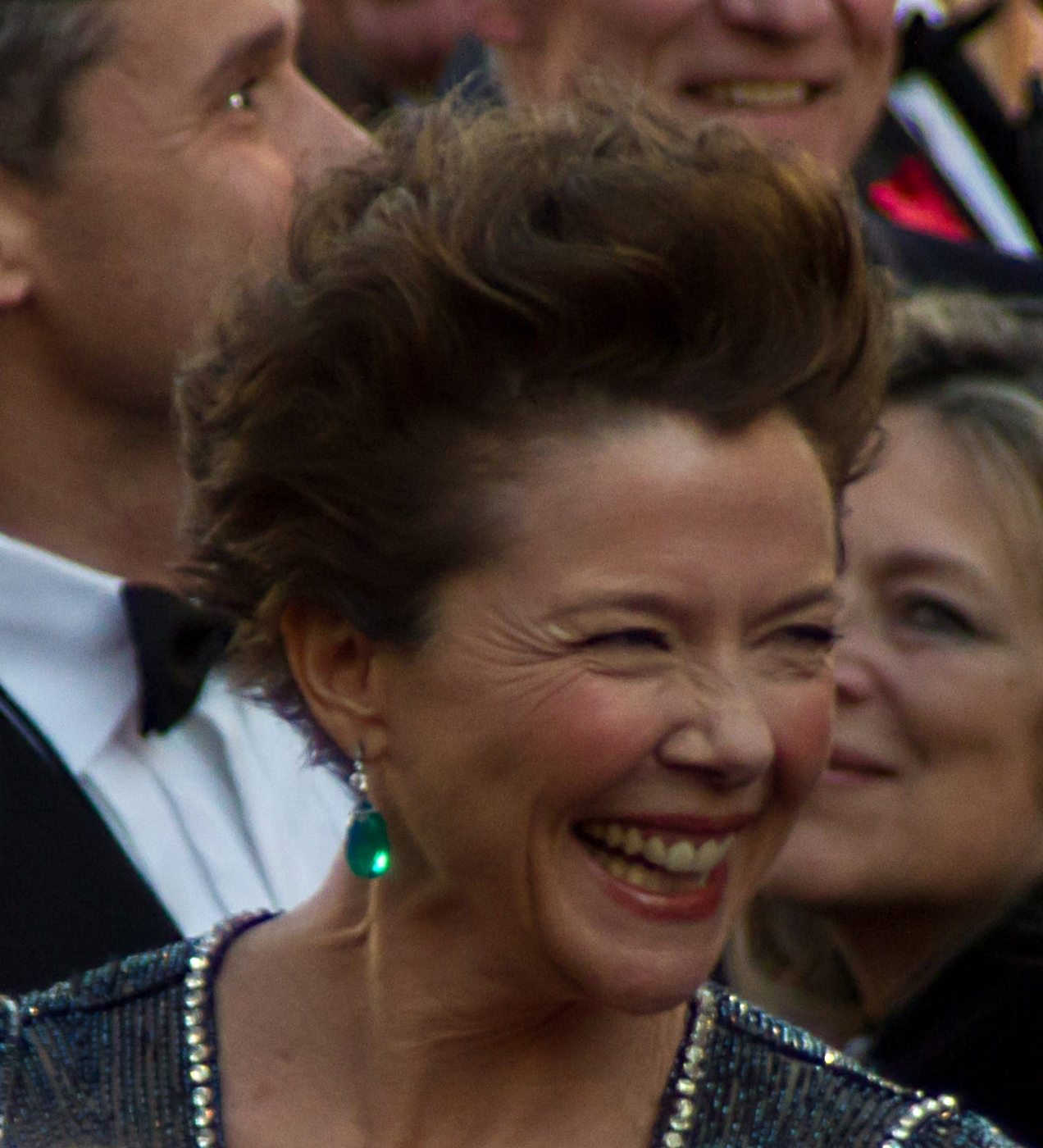
Przewodnicząca jury konkursu głównego Annette Bening.

### Konkurs główny
- Annette Bening, amerykańska aktorka − przewodnicząca jury[6]
- Ildikó Enyedi, węgierska reżyserka
- Michel Franco, meksykański reżyser
- Rebecca Hall, brytyjska aktorka
- Anna Mouglalis, francuska aktorka
- David Stratton, australijski krytyk filmowy
- Jasmine Trinca, włoska aktorka
- Edgar Wright, brytyjski reżyser
- Yonfan, hongkoński reżyser

### Sekcja "Horyzonty"
- Gianni Amelio, włoski reżyser − przewodniczący jury
- Rakhshan Banietemad, irańska reżyserka
- Mark Cousins, brytyjski reżyser
- Andrés Duprat, argentyński scenarzysta
- Ami Canaan Mann, amerykańska reżyserka
- Fien Troch, belgijska reżyserka
- Rebecca Zlotowski, francuska reżyserka

### Nagroda im. Luigiego De Laurentiisa
- Benoît Jacquot, francuski reżyser − przewodniczący jury
- Geoff Andrew, brytyjski filmoznawca
- Albert Lee, hongkoński producent filmowy
- Greta Scarano, włoska aktorka
- Yorgos Zois, grecki reżyser

## Selekcja oficjalna

### Otwarcie i zamknięcie festiwalu
|             | Tytuł              | Reżyseria       | Kraj produkcji    |
| ----------- | ------------------ | --------------- | ----------------- |
| Otwierający | Pomniejszenie      | Alexander Payne | Stany Zjednoczone |
| Zamykający  | Koniec wściekłości | Takeshi Kitano  | Japonia           |

### Konkurs główny
Następujące filmy zostały wyselekcjonowane do udziału w konkursie głównym o Złotego Lwa:
| Tytuł polski                               | Tytuł oryginalny                          | Reżyseria                       | Kraj produkcji    |
| ------------------------------------------ | ----------------------------------------- | ------------------------------- | ----------------- |
| Miłość i kule                              | Ammore e malavita                         | Antonio Manetti i Marco Manetti | Włochy            |
| Pomniejszenie                              | Downsizing                                | Alexander Payne                 | Stany Zjednoczone |
| Ex Libris: Nowojorska Biblioteka Publiczna | Ex Libris: The New York Public Library    | Frederick Wiseman               | Stany Zjednoczone |
| Rodzina                                    | Una famiglia                              | Sebastiano Riso                 | Włochy            |
| Pierwszy reformowany                       | First Reformed                            | Paul Schrader                   | Stany Zjednoczone |
| Fokstrot                                   | פוֹקְסטְרוֹט Foxtrot                          | Samuel Maoz                     | Izrael            |
| Hannah                                     | Hannah                                    | Andrea Pallaoro                 | Włochy            |
| Wędrówki ludów                             | Human Flow                                | Ai Weiwei                       | Niemcy            |
| Zniewaga                                   | قضية رقم ٢٣ L'insulte                     | Ziad Doueiri                    | Liban             |
| Anioły w bieli                             | 嘉年华 Jia nian hua                       | Vivian Qu                       | Chiny             |
| Jeszcze nie koniec                         | Jusqu'à la garde                          | Xavier Legrand                  | Francja           |
| Polegaj na mnie                            | Lean on Pete                              | Andrew Haigh                    | Wielka Brytania   |
| Ella i John                                | The Leisure Seeker                        | Paolo Virzì                     | Włochy            |
| Mektoub. Moja miłość: Pieśń pierwsza       | Mektoub, My Love: Canto Uno               | Abdellatif Kechiche             | Francja           |
| Mother!                                    | Mother!                                   | Darren Aronofsky                | Stany Zjednoczone |
| Trzecie morderstwo                         | 三度目の殺人 Sandome no satsujin          | Hirokazu Koreeda                | Japonia           |
| Kształt wody                               | The Shape of Water                        | Guillermo del Toro              | Stany Zjednoczone |
| Suburbicon                                 | Suburbicon                                | George Clooney                  | Stany Zjednoczone |
| Słodki kraj                                | Sweet Country                             | Warwick Thornton                | Australia         |
| Trzy billboardy za Ebbing, Missouri        | Three Billboards Outside Ebbing, Missouri | Martin McDonagh                 | Stany Zjednoczone |
| Dom nad morzem                             | La villa                                  | Robert Guédiguian               | Francja           |

### Pokazy pozakonkursowe
Następujące filmy zostały wyświetlone na festiwalu w ramach pokazów pozakonkursowych i specjalnych:

#### Filmy fabularne
| Tytuł polski                         | Tytuł oryginalny                        | Reżyseria               | Kraj produkcji    |
| ------------------------------------ | --------------------------------------- | ----------------------- | ----------------- |
| Koniec wściekłości                   | アウトレイジ 最終章 Autoreiji Saishūshō | Takeshi Kitano          | Japonia           |
| Blok 99                              | Brawl in Cell Block 99                  | S. Craig Zahler         | Stany Zjednoczone |
| Ukryty kolor rzeczy                  | Il colore nascosto delle cose           | Silvio Soldini          | Włochy            |
| Diva!                                | Diva!                                   | Francesco Patierno      | Włochy            |
| Na krawędzi                          | Le fidèle                               | Michaël Roskam          | Belgia            |
| Kochając Pabla, nienawidząc Escobara | Loving Pablo                            | Fernando León de Aranoa | Hiszpania         |
| Melodia                              | La mélodie                              | Rachid Hami             | Francja           |
| Thriller (film krótkometrażowy)      | Michael Jackson's Thriller              | John Landis             | Stany Zjednoczone |
| Nasze noce                           | Our Souls at Night                      | Ritesh Batra            | Stany Zjednoczone |
| Życie prywatne kobiety współczesnej  | The Private Life of a Modern Woman      | James Toback            | Stany Zjednoczone |
| Pan Rotpeter (film krótkometrażowy)  | Il signor Rotpeter                      | Antonietta De Lillo     | Włochy            |
| Powiernik królowej                   | Victoria & Abdul                        | Stephen Frears          | Wielka Brytania   |
| Wormwood (miniserial, odcinki 1-6)   | Wormwood                                | Errol Morris            | Stany Zjednoczone |
| Zama                                 | Zama                                    | Lucrecia Martel         | Argentyna         |
| Manhunt                              | 追捕 Zhui bu                            | John Woo                | Hongkong          |

#### Filmy dokumentalne
| Tytuł polski                        | Tytuł oryginalny                                                                                         | Reżyseria              | Kraj produkcji                |
| ----------------------------------- | --- | ---------------------- | ----------------------------- |
| Miłej zimy, do zobaczenia na plaży! | Buon inverno                                                                                             | Giovanni Totaro        | Włochy                        |
| Casa d'altri (film krótkometrażowy) | Casa d'altri                                                                                             | Gianni Amelio          | Włochy                        |
| Kamerzysta na Kubie                 | Cuba and the Cameraman                                                                                   | Jon Alpert             | Stany Zjednoczone             |
| Diabeł i ojciec Amorth              | The Devil and Father Amorth                                                                              | William Friedkin       | Stany Zjednoczone             |
| Jim i Andy                          | Jim & Andy: The Great Beyond – Featuring a Very Special, Contractually Obligated Mention of Tony Clifton | Chris Smith            | Kanada                        |
| The Making of 'Thriller'            | The Making of 'Thriller'                                                                                 | Jerry Kramer           | Stany Zjednoczone             |
| Michael Caine: Moje pokolenie       | My Generation                                                                                            | David Batty            | Wielka Brytania               |
| Piazza Vittorio                     | Piazza Vittorio                                                                                          | Abel Ferrara           | Włochy                        |
| Ryuichi Sakamoto: Coda              | Ryuichi Sakamoto: Coda                                                                                   | Stephen Nomura Schible | Japonia                       |
| To jest Kongo                       | This Is Congo                                                                                            | Daniel McCabe          | Demokratyczna Republika Konga |

### Sekcja "Horyzonty"
Następujące filmy zostały wyświetlone na festiwalu w ramach sekcji "Horyzonty":
| Tytuł polski          | Tytuł oryginalny                                   | Reżyseria                                                        | Kraj produkcji    |
| --------------------- | -------------------------------------------------- | ---------------------------------------------------------------- | ----------------- |
| Bez daty, bez podpisu | بدون تاریخ، بدون امضا Bedoone Tarikh, Bedoone Emza | Vahid Jalilvand                                                  | Iran              |
| Błogosławieni         | السعداء Les bienheureux                            | Sofia Djama                                                      | Algieria          |
| Brzydcy i źli         | Brutti e cattivi                                   | Cosimo Gomez                                                     | Włochy            |
| Caniba                | Caniba                                             | Lucien Castaing-Taylor i Véréna Paravel                          | Francja           |
| W kręgu przemocy      | Espèces menacées                                   | Gilles Bourdos                                                   | Francja           |
| Koci Kopciuszek       | Gatta Cenerentola                                  | Ivan Cappiello, Marino Guarnieri, Alessandro Rak i Dario Sansone | Włochy            |
| Kuzyn                 | הבן דוד Ha Ben Dod                                 | Tzahi Grad                                                       | Izrael            |
| Świadectwo            | העדות Haedut                                       | Amichai Greenberg                                                | Izrael            |
| Niewidzialna          | Invisible                                          | Pablo Giorgelli                                                  | Argentyna         |
| Krieg                 | Krieg                                              | Rick Ostermann                                                   | Niemcy            |
| Marvin                | Marvin ou la belle éducation                       | Anne Fontaine                                                    | Francja           |
| Zniknięcie            | ناپدید شدن Napadid shodan                          | Ali Asgari                                                       | Iran              |
| Nico, 1988            | Nico, 1988                                         | Susanna Nicchiarelli                                             | Włochy            |
| Gwałt na Recy Taylor  | The Rape of Recy Taylor                            | Nancy Buirski                                                    | Stany Zjednoczone |
| Nocą, kiedy pływałem  | 泳ぎすぎた夜 Takara - La nuit où j'ai nagé         | Kohei Igarashi i Damien Manivel                                  | Japonia           |
| W cieniu drzewa       | Undir trénu                                        | Hafsteinn Gunnar Sigurðsson                                      | Islandia          |
| Wersety zapomnienia   | Los versos del olvido                              | Alireza Khatami                                                  | Chile             |
| La vita in comune     | La vita in comune                                  | Edoardo Winspeare                                                | Włochy            |
| West of Sunshine      | West of Sunshine                                   | Jason Raftopoulos                                                | Australia         |

## Laureaci nagród

### Konkurs główny
Złoty Lew
- Kształt wody, reż. Guillermo del Toro

Wielka Nagroda Jury
- Fokstrot, reż. Samuel Maoz

Srebrny Lew dla najlepszego reżysera
- Xavier Legrand − Jeszcze nie koniec

Nagroda Specjalna Jury
- Słodki kraj, reż. Warwick Thornton

Puchar Volpiego dla najlepszej aktorki
- Charlotte Rampling − Hannah

Puchar Volpiego dla najlepszego aktora
- Kamel El Basha − Zniewaga

Złota Osella za najlepszy scenariusz
- Martin McDonagh − Trzy billboardy za Ebbing, Missouri

Nagroda im. Marcello Mastroianniego dla początkującego aktora lub aktorki
- Charlie Plummer − Polegaj na mnie

### Sekcja "Horyzonty"
Nagroda Główna
- Nico, 1988, reż. Susanna Nicchiarelli

Nagroda Specjalna Jury
- Caniba, reż. Lucien Castaing-Taylor i Véréna Paravel

Nagroda za najlepszą reżyserię
- Vahid Jalilvand − Bez daty, bez podpisu

Nagroda za najlepszą rolę żeńską
- Lyna Khoudri − Błogosławieni

Nagroda za najlepszą rolę męską
- Navid Mohammadzadeh − Bez daty, bez podpisu

Nagroda za najlepszy scenariusz
- Alireza Khatami − Wersety zapomnienia

Nagroda za najlepszy film krótkometrażowy
- Będzie dobrze, reż. Céline Devaux

### Wybrane pozostałe nagrody
Nagroda im. Luigiego De Laurentiisa za najlepszy debiut reżyserski
- Jeszcze nie koniec, reż. Xavier Legrand

Nagroda Publiczności w sekcji "Międzynarodowy Tydzień Krytyki"
- Sezon polowań, reż. Natalia Garagiola

Nagroda za reżyserię w sekcji "Venice Days"
- Candelaria, reż. Jhonny Hendrix

Nagroda Label Europa Cinemas dla najlepszego filmu europejskiego
- M, reż. Sara Forestier

Nagroda sekcji "Venice Classics" za najlepiej odrestaurowany film
- Idź i patrz, reż. Elem Klimow

Nagroda sekcji "Venice Classics" za najlepszy film dokumentalny o tematyce filmowej
- Książę i dybuk, reż. Elwira Niewiera i Piotr Rosołowski

Nagroda FIPRESCI
- Konkurs główny:  Ex Libris: Nowojorska Biblioteka Publiczna, reż. Frederick Wiseman
- Sekcje paralelne:  Wersety zapomnienia, reż. Alireza Khatami

Nagroda im. Francesco Pasinettiego (SNGCI - Narodowego Stowarzyszenia Włoskich Krytyków Filmowych)
- Najlepszy włoski film:  Miłość i kule, reż. Antonio Manetti i Marco Manetti
- Nagroda aktorska dla całej obsady:  Miłość i kule, reż. Antonio Manetti i Marco Manetti
  - Wyróżnienie Specjalne:  Koci Kopciuszek, reż. Ivan Cappiello, Marino Guarnieri, Alessandro Rak i Dario Sansone
  - Wyróżnienie Specjalne:  Nico, 1988, reż. Susanna Nicchiarelli

Nagroda SIGNIS (Międzynarodowej Organizacji Mediów Katolickich)
- Dom nad morzem, reż. Robert Guédiguian
  - Wyróżnienie Specjalne:  Fokstrot, reż. Samuel Maoz

Queerowy Lew dla najlepszego filmu o tematyce LGBT
- Marvin, reż. Anne Fontaine

Nagroda UNICEF-u
- Wędrówki ludów, reż. Ai Weiwei

Nagroda UNESCO
- Wędrówki ludów, reż. Ai Weiwei

Honorowy Złoty Lew za całokształt twórczości
- Jane Fonda
- Robert Redford